# Eurygenius gratus
Eurygenius gratus là một loài bọ cánh cứng trong họ Anthicidae. Loài này được Casey miêu tả khoa học năm 1895.